# Municipio de Grant (condado de Decatur)
El municipio de Grant (en inglés: Grant Township) es un municipio ubicado en el condado de Decatur en el estado estadounidense de Kansas. En el año 2010 tenía una población de 11 habitantes y una densidad poblacional de 0,12 personas por km².

## Geografía
El municipio de Grant se encuentra ubicado en las coordenadas 39°57′38″N 100°13′48″O / 39.96056, -100.23000. Según la Oficina del Censo de los Estados Unidos, el municipio tiene una superficie total de 92.35 km², de la cual 92,29 km² corresponden a tierra firme y (0,07 %) 0,07 km² es agua.

## Demografía
Según el censo de 2010, había 11 personas residiendo en el municipio de Grant. La densidad de población era de 0,12 hab./km². De los 11 habitantes, el municipio de Grant estaba compuesto por el 100 % blancos. Del total de la población el 0 % eran hispanos o latinos de cualquier raza.